# Marc Forster
Marc Forster, född 27 januari 1969 i Illertissen, Bayern, är en tysk-schweizisk filmregissör, manusförfattare och filmproducent. Han är mest känd för att ha regisserat Finding Neverland, där han nominerades för en Golden Globe.
Forster har därefter bland annat regisserat James Bond-filmen, Quantum of Solace, som är den tjugoandra filmen i Bond-serien och zombiefilmen World War Z.

## Filmografi (urval)
- 2001 – Monster's Ball
- 2004 – Finding Neverland
- 2005 – Stay
- 2006 – Stranger Than Fiction
- 2007 – Flyga drake
- 2008 – Quantum of Solace
- 2011 – Machine Gun Preacher
- 2013 – World War Z
- 2018 – Christoffer Robin
- 2022 – A Man Called Otto